# Derovatellus spangleri
Derovatellus spangleri är en skalbaggsart som beskrevs av K. B. Miller 2005. Derovatellus spangleri ingår i släktet Derovatellus och familjen dykare. Inga underarter finns listade i Catalogue of Life.